# Астерікс на Олімпійських іграх (фільм)
«Астерікс на Олімпійських іграх» (фр. «Astérix aux Jeux Olympiques») — комедія 2008 року режисерів Тома Лангманн та Фредеріка Форестьєра. Це третій фільм, знятий за мотивами коміксів про Астерікса та Обелікса, на основі повісті Астерікс на Олімпійських іграх. Він є продовженням фільму «Астерікс і Обелікс: Місія Клеопатра» (2002). Перший фільм серії — «Астерікс і Обелікс проти Цезаря» (1999). Світова прем'єра фільму відбулась у 30 січня 2008 року. Прем'єра в Україні — 21 лютого 2008 року.
В 2012 вийшов четвертий фільм в серії — «Астерікс і Обелікс у Британії».

## Сюжет
Практично вже все знаходиться під владою Римської Імперії, крім маленького галльського села, яке ніяк не хоче підкорюватися римлянам. А весь секрет їх могутності це чарівник, та його зілля, що робить галлів неймовірно сильними. В цей же час син Юлія Цезаря (Ален Делон) Брут (Бенуа Пульворд) хоче одружитися з грецькою принцесою Іриною (Ванесса Есслер), в яку також закоханий галл Коханікс (Стефан Руссо). На питання Брута, що саме Коханікс зробив для заміжжя з царівною, він каже, що виграє Олімпійські ігри. Щоб дати галлу шанс, Ірина оголошує, що вийде заміж за переможця Олімпійських ігор. Коханікс повертається до села. Астерікс (Кловіс Корніяк) й Обелікса (Жерар Депардьє) у лісі натрапляють на одного з учасників ігор, Клавдія Крутояя і бьються з ним. Прибувший до села Коханікс у відчаї, адже не зможе виграти ігри. Друїд Панорамікс (Жан-П'єр Кассель) каже, що у цих іграх можуть змагатися лише грецькі та римські провінції, а вони галли, тож не можуть брати участь. Проте Астерікс нагадує, що фактично вони римська провінція, адже Юлій Цезар завоював Галлію. Вони вирішують змагатися. Брут тим часом намагається вбити свого батька і підсовує йому оливки, які Цезар перевіряє на гепарді (по причині того, що закінчилися дегустатори, а від початку року, він тільки від гостинців Брута втратив 46 штук). Також, він звертається до місцевого чаклуна Доктора Моба, який дає йому еліксир для перемоги на Олімпійських іграх. Також, для вбивства Цезаря, чаклун оживляє свого асистента Усімкапутуса, який спеціалізується на механізмах для страти. Той дає йому розчинник, схожий на сіль для ванни, який потрібно додати у ванну.
Усі герої прибувають до Олімпії. Брут намагається вбити Цезаря розчинником (нехтуючи інструкціями Усімкапутуса щодо дозування), але той кличе дегустатора. Астерікс та Обелікс записуються на ігри і помічають Клавдія Крутояя, який тренується. Крутояй впізнає галлів і вирішує попередити Брута, але він був відсутній, тож він каже про галлів з чарівним зіллям німому центуріону Мовчанію, якому Брут відрізав язика. Змагання відкриваються. Брут випиває еліксир і набуває м'язистої подоби, але під час метання спису пробиває м'яз і з тріском програє. Астерікс і Обелікс за допомогою чарівного зілля перемагають у змаганнях. Про це зілля дізнається Брут і висловлює протест. Галли проходять тест твердокрилими (дмухання у хоботок спеціальних незнищенних жуків). Тест виявляє зілля і їх дискваліфікують. Перемогу у першому етапі змагань присуджують Греції.
Цезар попереджає Брута про наслідки поразки на іграх. Астерікс та Обелікс намагаються тренувати Коханікса без зілля. Вночі він проводить час з Іриною і ганьбить Брута за допомогою Обелікса. Він тим часом, шантажує суддів і використовує нечесні прийоми та засоби для перемоги. Астерікс попереджає Цезаря, якщо він не буде вживати ніяких заходів, щоб припинити витівки Брута то буде зганьблений в очах громадськості. Юлій Цезар анулює всі попередні результати, і оголошує, що переможцем буде вважатися той, хто виграє гонитиву колісниць. Брут презентує Цезарю дзеркало з прихованими стрілками, яке розробив Усімкапутус, проте Цезар викликає дегустатора. Уночі, він викрадає Панорамікса, і примушує його приготувати чарівний еліксир. Астерікс, Обелікс та Коханікс знаходять друїда. Астерікс подає йому ідею і вони тікають, залишивши казан із зіллям.
Під час змагань Брут, завдяки чарівному еліксиру та нечесним прийомам, переганяє всіх учасників, крім Коханікса (не без участі царівни Ірини) та Шумікса (Міхаель Шумахер). Брут, розуміючи що програє, дає еліксир коням, і завдяки цьому перемагає. Однак Астерікс розповідає всю правду про витівки Брута, та про його нечесну гру - у зілля був доданий барвник, через який у коней та Брута язики набули синього кольору. Перемогу присуджують Галлії. Брут намагається скинути Цезаря, але зазнає поразки. Коханікс та Ірина одружуються, а Брута і його поплічників відправляють в рабство на галери.

## Зйомки
Зйомки фільму почались 19 червня 2006 року у лісі Фонтенбло, однак пізніше знімальна група переїхала в Іспанію, на студію у м.Аліканте. Де вже на той час було збудовано Олімпійський стадіон (дизайн Аліни Бонетто).
Олімпійський стадіон, збудований для зйомок фільму це одна з найвеличніших декорацій за всю історію європейського кіно. За словами представників знімальної групи, Ален Делон втратив дар мови, коли побачив цю споруду, така ж історія трапилась з Жерардом Депардьє. Бенуа Пульворд сказав, що коли граєш при таких декораціях почуваєшся не менш щасливим ніж глядачі, які пізніше побачать фільм.
Крім стадіону, було створено ще близько 20 великих декорацій. Зокрема у палаці грецького короля встановили восьмиметрову статую та королівську ванну, розміром з басейн. Були створені тераси, сади, колонади, багато скульптур — точні копії античних, а також комічних фігур. Атмосфера античності доповнена комічними елементами сучасності: кросівки Зідана у формі давньогрецьких сандалій, яскраво-червона колісниця, що нагадує болід Формули-1.
Поряд з відомими акторами у фільми знімались такі знаменитості як Міхаель Шумахер, Зінедін Зідан, Джамель Деббуз, Тоні Паркер, Натан Джонс.

## В ролях
| - Кловіс Корніяк — Астерікс - Жерар Депардьє — Обелікс - Ален Делон — Юлій Цезар - Ванесса Есслер — принцеса Ірина - Стефан Руссо — Коханікс - Франк Дубоск — Арфалірникс - Жан-П'єр Кассель — Панорамікс - Бенуа Пульворд — Брут - Жамель Деббуз — Нумернабіс - Сантьяго Сегура — Доктор Моб - Елі Семун — Омега - Люка Бізаррі — Альфа | - Пауло Кессісоглу — Бета - Александр Астьє — Командій - Міхаель Хербіг — Мовчаній - Хосе Гарсія — Усімкапутус - Жером Ле Банне — Клавдій Крутояй - Булі Ланнерс — Самагас - Міхаель Шумахер — Міхаель Шумікс - Жан Тодт — Жан - Сім — Ветеранікс - Адріана Скленарікова — Мадам Ветеранікс - Моніка Крус — Есмеральда - Зінедін Зідан — Зіданікс | - Амелі Моресмо — Амелікс - Тоні Паркер — Паркертонікс - Натан Джонс — Гумунгус - Ельрік Тома — Абранокурсікс - Дороті Джемма — Боньмінь - Едуадо Гомез — Сетотаматікс - Жан-П'єр Кастальді — Кайюс Бонус - Франсіс Лаланн — Франсікс Горланікс |

## Український дубляж
Український дистриб'ютор фільму, компанія Сінергія та її керівник Олександр Ткаченко у 2008 році намагалися пустити фільм в український прокат з російським дубляжем, але Держкіно цього їм не дозволило не видавши прокатне посвідчення на прокат фільмокопіями дубльованими російською, і відповідно прем'єра призначена на кінець січня 2008 року не відбулася. Згодом завдяки проукраїнським активістам, які звернулися напряму до французького дистриб'ютора стрічки з проханням не працювати з українськими компаніями що відмовляються дублювати іноземні стрічки українською, позиція керівника Сінергія змінилася. Згодом, стало відомо що Ткаченко все-таки замовив багатоголосе озвучення на студії ? і саме в багатоголосому озвученні українською ця стрічка була представлена в українському кінопрокаті 21 лютого 2008 року, куди вона попала майже через місяць після світової прем'єри.
Фільм озвучений українською на замовлення кінокомпанії Сінергія для кінопрокату. Автор українського перекладу у цій версії — Сергій Ковальчук.
Фільм дубльований українською мовою з'явився лише наприкінці 2008 року, завдяки телеканалу ICTV. У грудні 2008 року фільм було продубльовано на студії ТВ+ на замовлення телеканалу ICTV і показано українським телеглядачам.
- Перекладач: Надія Болван
- Автор синхронного тексту та режисер дубляжу: Олекса Негребецький
- Звукорежисер: Дмитро Гратко

Ролі дублювали:
| Актор-виконавець ролі | Роль             | Актор дубляжу        |
| --------------------- | ---------------- | -------------------- |
| Ванесса Хесслер       | принцеса Ірина   | Дарина Мамай-Сумська |
| Стефан Руссо          | Коханікс         | Юрій Кудрявець       |
| Бенуа Пульворд        | Брут             | Олексій Вертинський  |
| Жерар Депардьє        | Обелікс          | Борис Георгієвський  |
| Ален Делон            | Юлій Цезар       | Борис Георгієвський  |
| Адріана Скленарікова  | Мадам Ветеранікс | Олена Узлюк          |
| Кловіс Корніяк        | Астерікс         | Дмитро Завадський    |
| Елі Семун             | суддя Омега      | Борис Вознюк         |
| Жером Ле Банне        | Клавдій Крутояй  | Євген Малуха         |
| Пауло Кессісоглу      | суддя Бета       | Михайло Жонін        |
| Булі Ланнерс          | цар Самагас      | Михайло Жонін        |
| Жан-П'єр Кассель      | Панорамікс       | † Микола Карцев      |

а також Анатолій Зіновенко в ролі Командія, вождя галлів, Франсікса Горланікса, Жана та інші